# أوك ريدج
أوك ريدج (بالإنجليزية: Oak Ridge, Tennessee)‏ هي مدينة تقع في مقاطعة أندرسون (تينيسي)، مقاطعة روان (تينيسي) بولاية تينيسي في وسط شرق الولايات المتحدة. تأسست عام 1942، تبلغ مساحة هذه المدينة 232.9 (كم²)، وترتفع عن سطح البحر 259 م، بلغ عدد سكانها 29330 (قائمة مدن وبلدات تينيسي) نسمة في عام 2010 حسب إحصاء مكتب تعداد الولايات المتحدة وتصل الكثافة السكانية فيها 132.8 نسمة/كم2.

## التركيبة السكانية
حدّد مكتب تعداد الولايات المتحدة بيانات التركيبة السكانية لأوك ريدج في تعداد الولايات المتحدة. في ما يلي، التركيبة السكانية حسب تعدادي 2000 و2010.

### تعداد عام 2000
بلغ عدد سكان أوك ريدج 27,387 نسمة بحسب تعداد عام 2000، وبلغ عدد الأسر 12,062 أسرة وعدد العائلات 7,701 عائلة مقيمة في المدينة. في حين سجلت الكثافة السكانية 117.6 نسمة لكل كيلومتر مربع (304.6/ميل2). وبلغ عدد الوحدات السكنية 13,417 وحدة بمتوسط كثافة قدره 57.6 لكل كيلومتر مربع (149.2/ميل2).
وتوزع التركيب العرقي للمدينة بنسبة 86.96% من البيض و8.18% من الأمريكيين الأفارقة و0.30% من الأمريكيين الأصليين و2.10% من الأمريكيين ذوي الأصول الآسيوية و0.02% من سكان جزر المحيط الهادئ و0.76% من الأعراق الأخرى و1.68% من عرقين مختلطين أو أكثر و1.93% من الهسبانيون أو اللاتينيون من أي عرق.
بلغ عدد الأسر 12,062 أسرة كانت نسبة 29% منها لديها أطفال تحت سن الثامنة عشر تعيش معهم، وبلغت نسبة الأزواج القاطنين مع بعضهم البعض 49.7% من أصل المجموع الكلي للأسر، ونسبة 11.1% من الأسر كان لديها معيلات من الإناث دون وجود شريك، بينما كانت نسبة 3.1% من الأسر لديها معيلون من الذكور دون وجود شريكة وكانت نسبة 36.2% من غير العائلات. تألفت نسبة 32.7% من أصل جميع الأسر من عدة أفراد يعيشون في نفس المنزل ونسبة 15% كانت تتألف من شخص يعيش بمفرده يبلغ من العمر 65 عاماً أو أكثر. وبلغ متوسط حجم الأسرة المعيشية 2.24، أما متوسط حجم العائلات فبلغ 2.83.
بلغ العمر الوسطي للسكان 43.4 عاماً. وكانت نسبة 22.4% من القاطنين تحت سن الثامنة عشر، وكانت نسبة 6.6% بين الثامنة عشر والرابعة والعشرين عاماً، ونسبة 23.3% كانت واقعةً في الفئة العمرية ما بين الخامسة والعشرين والرابعة والأربعين عاماً، ونسبة 26.1% كانت ما بين الخامسة والأربعين والرابعة والستين، ونسبة 20% كانت ضمن فئة الخامسة والستين عاماً فما فوق. يوجد لكل 100 أنثى 88.8 ذكر، ويوجد لكل 100 أنثى في الثامنة عشر من عمرها فما فوق 84.2 ذكر.

### تعداد عام 2010
بلغ عدد سكان أوك ريدج 29,330 نسمة بحسب تعداد عام 2010، وبلغ عدد الأسر 12,772 أسرة وعدد العائلات 7,921 عائلة مقيمة في المدينة. في حين سجلت الكثافة السكانية 125.9 نسمة لكل كيلومتر مربع (326.1/ميل2). وبلغ عدد الوحدات السكنية 14,494 وحدة بمتوسط كثافة قدره 62.2 لكل كيلومتر مربع (161.1/ميل2).
وتوزع التركيب العرقي للمدينة بنسبة 83.94% من البيض و8.12% من الأمريكيين الأفارقة و0.37% من الأمريكيين الأصليين و2.50% من الأمريكيين ذوي الأصول الآسيوية و0.03% من سكان جزر المحيط الهادئ و2.02% من الأعراق الأخرى و3.03% من عرقين مختلطين أو أكثر و4.60% من الهسبانيون أو اللاتينيون من أي عرق.
بلغ عدد الأسر 12,772 أسرة كانت نسبة 28.1% منها لديها أطفال تحت سن الثامنة عشر تعيش معهم، وبلغت نسبة الأزواج القاطنين مع بعضهم البعض 45.2% من أصل المجموع الكلي للأسر، ونسبة 12.9% من الأسر كان لديها معيلات من الإناث دون وجود شريك، بينما كانت نسبة 3.9% من الأسر لديها معيلون من الذكور دون وجود شريكة وكانت نسبة 38% من غير العائلات. تألفت نسبة 33.3% من أصل جميع الأسر من عدة أفراد يعيشون في نفس المنزل ونسبة 14% كانت تتألف من شخص يعيش بمفرده يبلغ من العمر 65 عاماً أو أكثر. وبلغ متوسط حجم الأسرة المعيشية 2.26، أما متوسط حجم العائلات فبلغ 2.86.
بلغ العمر الوسطي للسكان 43.5 عاماً. وكانت نسبة 22% من القاطنين تحت سن الثامنة عشر، وكانت نسبة 7.1% بين الثامنة عشر والرابعة والعشرين عاماً، ونسبة 22.7% كانت واقعةً في الفئة العمرية ما بين الخامسة والعشرين والرابعة والأربعين عاماً، ونسبة 28.9% كانت ما بين الخامسة والأربعين والرابعة والستين، ونسبة 19.3% كانت ضمن فئة الخامسة والستين عاماً فما فوق. وتوزع التركيب الجنسي للسكان بنسبة 47.2% ذكور و52.8% إناث.

## أعلام
- إيرل هاميلتون
- إلدا إيما أندرسون
- آدم وينغارد
- يوجين جوث
- وليام شفرد
- ليان راسيل
- ميغان فوكس
- غور فيربينسكي
- آلفين إم. واينبرغ
- إيلاين هيندريكس

## وصلات خارجية
- www.oakridgetn.gov
- The US50 - Cities and Towns in Tennessee State